# Eliza Hansen
Eliza Hansen (n. 31 mai 1909, București – d. 19 mai 2001, Hamburg), numele la naștere Eliza Ghiul, a fost o pianistă și clavecinistă româno-germană, pedagogă a pianului.

## Biografie
Eliza Ghiul a început studiul pianului la vârsta de 12 ani la Conservatorul din București, unde timp de 5 ani Constanța Erbiceanu i-a modelat și potențat calitățile. Și-a susținut examenul de licență interpretând Concertul nr. 5 în mi bemol major de Beethoven. La 21 de ani a plecat din țară, stabilindu-se la Berlin, unde s-a prezentat la concursul de admitere la Conservator și a fost selectată, dintre 92 de candidați, de Artur Schnabel⁠(en)[traduceți]. Când acesta a emigrat, la instaurarea regimului nazist, locul său a fost ocupat de Edwin Fischer. În perioada celui de-al doilea război mondial, Eliza Hansen a fost obligată la opt ani de retragere din viața muzicală – „o lungă pauză productivă”, cum avea să o descrie mai târziu. Pauza s-a încheiat după război, prin preluarea a cinci elevi de la o colegă care emigra în Suedia. În 1953 a început să concerteze și la clavecin, realizând înregistrări apreciate. Cu principiile însușite în timpul studiului și cu propria experiență de concertistă ca pianistă și clavecinistă, și-a format un mod personal de a fi profesor de instrument, devenind un pedagog modern. A lucrat timp de zeci de ani la Conservatoarele din Hamburg și Lübeck, unde a format pianiști de anvergură, cum sunt Christoph Eschenbach și Justus Frantz. A fost considerată unul dintre cei mai importanți pedagogi ai pianului din Germania în a doua jumătate a secolului al XX-lea.
A publicat o carte de bucate cu rețete românești.